# Painkiller (альбом)
Painkiller — двенадцатый студийный альбом британской хеви-метал-группы Judas Priest, вышедший в 1990 году.

## Предыстория
Предыдущие два альбома Judas Priest, Turbo 1986 года и Ram It Down 1988 года заметно отличались от предыдущих работ группы. В них использовались гитарные синтезаторы. Критики называют эти два альбома худшими в истории группы.
В 1989 году, во время американской части турне в поддержку альбома Ram It Down, группу решил покинуть барабанщик Дэйв Холланд. По его собственным словам, он не выдерживал напряжения гастрольного графика и был не в состоянии выкладываться на концертах настолько, насколько это требовалось. Однако барабанщик не бросил группу посреди турне и согласился остаться вплоть до последнего концерта, после которого и расстался с коллективом.
Для поиска замены Холланду музыканты объявили конкурс, где намеревались найти молодого барабанщика, владеющего техникой двойной бас-бочки. В результате на место нового барабанщика был приглашён Скотт Трэвис.

## Запись
Альбом был записан во французской студии Miraval, находившейся в замке Гранд Шато. Смикширована пластинка была в голландском городе Хилверсюм, на студии «Wisseloord». Первый альбом коллектива с барабанщиком Скоттом Трэвисом и продюсером Крисом Цангаридисом. В альбоме выделяются явные черты спид-метала. С пластинки было выпущено два сингла: скоростная «Painkiller» и баллада «A Touch of Evil». На эти же песни были сняты видеоклипы. Йен Хилл не был в хорошей форме во время записи альбома, и большая часть партии бас-гитары была записана клавишником Доном Эйри на синтезаторе Minimoog, лишь с небольшими вкраплениями собственно бас-гитары.

## Список композиций
Все песни альбома были написаны Гленом Типтоном, Робом Хэлфордом и Кей Кей Даунингом, кроме композиции «A Touch of Evil», которая была написана ими же и продюсером Крисом Цангаридесом.
| №                   | Название                         | Длительность |
| ------------------- | -------------------------------- | ------------ |
| 1.                  | «Painkiller»                     | 6:06         |
| 2.                  | «Hell Patrol»                    | 3:35         |
| 3.                  | «All Guns Blazing»               | 3:56         |
| 4.                  | «Leather Rebel»                  | 3:34         |
| 5.                  | «Metal Meltdown»                 | 4:46         |
| 6.                  | «Night Crawler»                  | 5:36         |
| 7.                  | «Between the Hammer & the Anvil» | 4:47         |
| 8.                  | «A Touch of Evil»                | 5:42         |
| 9.                  | «Battle Hymn»                    | 0:56         |
| 10.                 | «One Shot at Glory»              | 6:46         |
| Общая длительность: | Общая длительность:              | 46:11        |

| №   | Название                                                                                 | Длительность |
| --- | ---------------------------------------------------------------------------------------- | ------------ |
| 11. | «Living Bad Dreams» (Recorded during the 1990 Painkiller sessions)                       | 5:20         |
| 12. | «Leather Rebel» (Live at Foundation’s Forum, Los Angeles, California; 13 September 1990) | 3:38         |

## Участники записи
- Роб Хэлфорд — вокал;
- Кей Кей Даунинг — гитара;
- Гленн Типтон — гитара, бэк-вокал;
- Иэн Хилл — бас-гитара;
- Скотт Трэвис — ударные.

Также:
- Дон Эйри — клавишные  и партия бас-гитары всего альбома на Minimoog.

## Обложка
Автором обложки альбома Painkiller выступил известный британский художник-оформитель Марк Уилкинсон, до этого сотрудничавший с Marillion, а также создавший обложку предыдущего альбома Judas Priest — Ram It Down.
Как вспоминал позднее Уилкинсон, к моменту начала его работы, у музыкантов уже были готовы название пластинки и концепция её оформления. Поскольку Judas Priest были известны появлением вокалиста на мотоцикле Harley-Davidson во время выступления, первоначальная идея включала в себя изображение байкера на мотоцикле. Позже появилась идея изобразить металлическую фигуру, которая сидела бы позади мотоциклиста. Увидев её, музыканты предложили художнику оставить только её, убрав байкера. Появление циркулярных пил вместо колёс художник объяснил счастливой случайностью. Путь к его студии пролегал мимо магазина, который Уилкинсон ежедневно навещал. Заметив однажды в продаже циркулярную пилу, художник позаимствовал её на день, чтобы добавить в обложку.
Марк был приглашён и для работы над оформлением следующего альбома, Jugulator, однако по его словам, в дальнейшем он старался избегать штампования «металлических существ, вызывающих ужас и улыбку одновременно», так что конверт альбома Painkiller явился для него последней работой, где «собирательная символика хеви-метал изображена максимально чётко».

## Критика и значение
Критическая реакция на Painkiller была исключительно положительной, особенно со стороны металлического сообщества. Журнал Metal Hammer включил Painkiller в 200 лучших рок-альбомов всех времён. Альбом стал коммерчески успешным: он получил золотую сертификацию в США (500 000 проданных экземпляров) и Канаде (50 000 проданных экземпляров), а общие продажи по всему миру превысили 2 миллиона копий.
В марте 2024 года американский онлайн-ресурс Loudwire опубликовал обновлённый рейтинг дискографии группы из 19 студийных альбомов и разместил этот диск в нём на пятом месте.